# Išme-Dagan II.
Išme-Dagan II. (Ischme-Dagan) regierte von etwa 1531 bis 1516 v. Chr. (ultrakurze Chronologie). Nach der assyrischen Königsliste betrug seine Amtszeit als 58. assyrischer König 16 Jahre. Er war Sohn des Šamši-Adad II. und Zeitgenosse des Burna-buriaš I. von Babylon.